# 올리베르 크리스텐센
올리베르 크리스텐센(덴마크어: Oliver Christensen, 1999년 3월 22일 ~)는 덴마크의 축구 선수로 현재 오스트리아 분데스리가의 슈투름 그라츠에서 골키퍼로 활약 중이다.